# Ceratolasmatinae
Sous-famille
Les Ceratolasmatinae sont une sous-famille d'opilions dyspnois de la famille des Ischyropsalididae.

## Distribution
Les espèces de cette sous-famille sont endémiques des États-Unis. Elles se rencontrent en Idaho, au Washington, en Oregon et en Californie.

## Liste des genres
Selon World Catalogue of Opiliones (22/04/2021) :
- Acuclavella Shear, 1986
- Ceratolasma Goodnight & Goodnight, 1942

## Publication originale
- Shear, 1986 : « A cladistic analysis of the opilionid superfamily Ischyropsalidoidea, with description of the new family Ceratolasmatidae, the new genus Acuclavella and four new species. » American Museum Novitates, no 2844, p. 1–29 (texte intégral).